# Дупчанчия (подокруг)
Дупчанчия (бенг. ধুপচাঁচিয়া, англ. Dupchanchia) — подокруг на севере Бангладеш. Входит в состав округа Богра. Образован в 1880 году. Административный центр — город Дупчанчия. Площадь подокруга — 162,45 км². По данным переписи 1991 года численность населения подокруга составляла 149 112 человек. Плотность населения равнялась 918 чел. на 1 км². Уровень грамотности населения составлял 29,3 %. Религиозный состав: мусульмане — 90,57 %, индуисты — 9,15 %, прочие — 0,28 %.